# Fengjiang (köpinghuvudort i Kina, Jiangxi Sheng, lat 27,40, long 115,00)
Fengjiang är en köpinghuvudort i Kina. Den ligger i provinsen Jiangxi, i den sydöstra delen av landet, omkring 170 kilometer sydväst om provinshuvudstaden Nanchang. Antalet invånare är 32 521. Befolkningen består av 14 890 kvinnor och 17 631 män. Barn under 15 år utgör 20,0 %, vuxna 15-64 år 69 %, och äldre över 65 år 9,0 %.
Runt Fengjiang är det ganska tätbefolkat, med 166 invånare per kvadratkilometer. Närmaste större samhälle är Wanfu, 11,7 km väster om Fengjiang. I omgivningarna runt Fengjiang växer huvudsakligen savannskog.
Genomsnittlig årsnederbörd är 2 089 millimeter. Den regnigaste månaden är juni, med i genomsnitt 356 mm nederbörd, och den torraste är oktober, med 23 mm nederbörd.